# 田原賢一
田原贤一（日语：／ Tahara Kenichi */?，1939年6月1日—2021年2月1日），日本数学家，曾任爱知教育大学校长。

## 生平
1963年毕业于大阪学艺大学数学专业。1969年修完名古屋大学研究生院理学研究科博士课程。同年4月开始担任爱知教育大学专任讲师。1981年晋升教授。2001年7月至2008年3月担任爱知教育大学校长。2021年2月1日在兵库县逝世。

## 荣誉
- 瑞宝重光章（2015年）[4]